# Ritratto virile (Botticelli)
Il Ritratto virile è un dipinto a tempera su tavola (37,5x28,2 cm) di Sandro Botticelli, databile al 1483-1484 circa e conservato nella National Gallery di Londra dal 1859.

## Storia
Il giovane uomo ritratto è nell'inconsueta posizione frontale, che evita sia il profilo tipico della scuola italiana che i tre quarti della scuola fiamminga. Egli, sullo sfondo scuro che ne esalta la plasticità grazie anche alla luce incidente da sinistra, fissa intensamente lo spettatore instaurando con lui un dialogo carico di effetti psicologici. Gli occhi sono particolarmente grandi, il naso dalle grosse narici, la bocca carnosa, gli zigomi pronunciati. La linea di contorno appare tesa, esprimente un'inquietudine maggiore che in altre opere ritenute anteriori come il Ritratto d'uomo con medaglia di Cosimo il Vecchio (1475-1475 circa).
Indossa una tunica marrone che ha lo stesso colore degli occhi, bordata di pelliccetta e annodata al collo sopra un vestito nero e una camicia bianca; i capelli sono lunghi e mossi, coperti da una berretta rossa tipica della borghesia fiorentina dell'epoca.